# Hemimorina cinereola
Hemimorina cinereola là một loài bướm đêm trong họ Geometridae.